# Province de Jujuy
Pour les articles homonymes, voir Jujuy.
La province de Jujuy est une province argentine, située dans le nord-ouest du pays, limitée à l'est et au sud par la province de Salta, à l'ouest par le Chili et au nord par la Bolivie. Sa capitale est San Salvador de Jujuy.

## Histoire

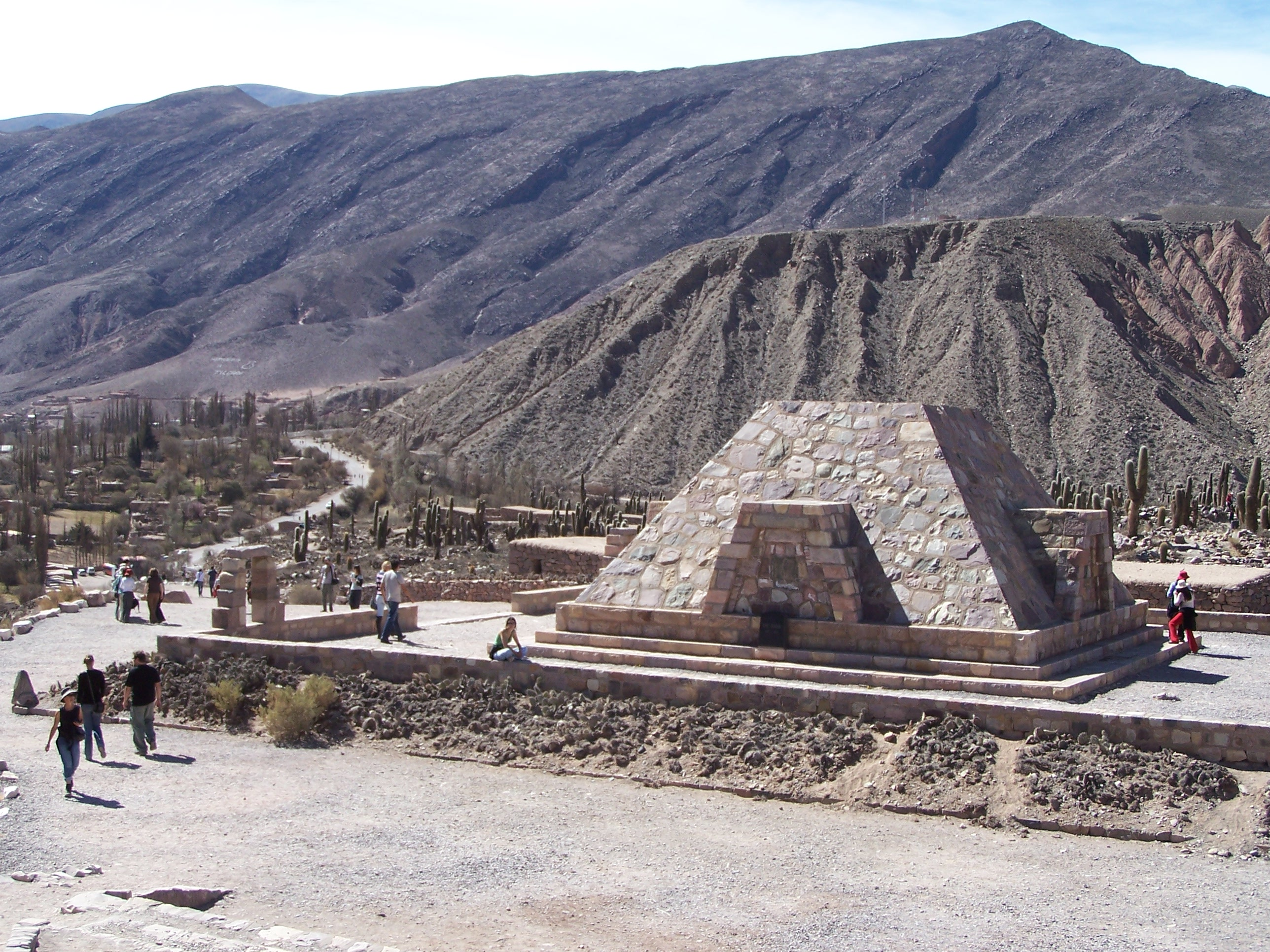
Sommet du Pucará de Tilcara, montrant le monument commémorant les deux archéologues ayant découvert le site. Située à la confluence du Río Guasamayo et du Río Grande.

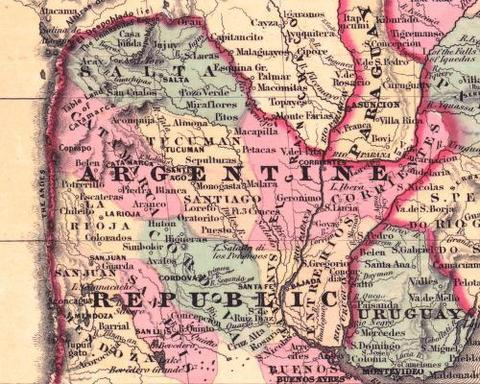
Carte de l'Argentine, datant du début du XIXe siècle, où l'on voit Salta et Jujuy formant une seule province. La scission eut lieu en novembre 1834.

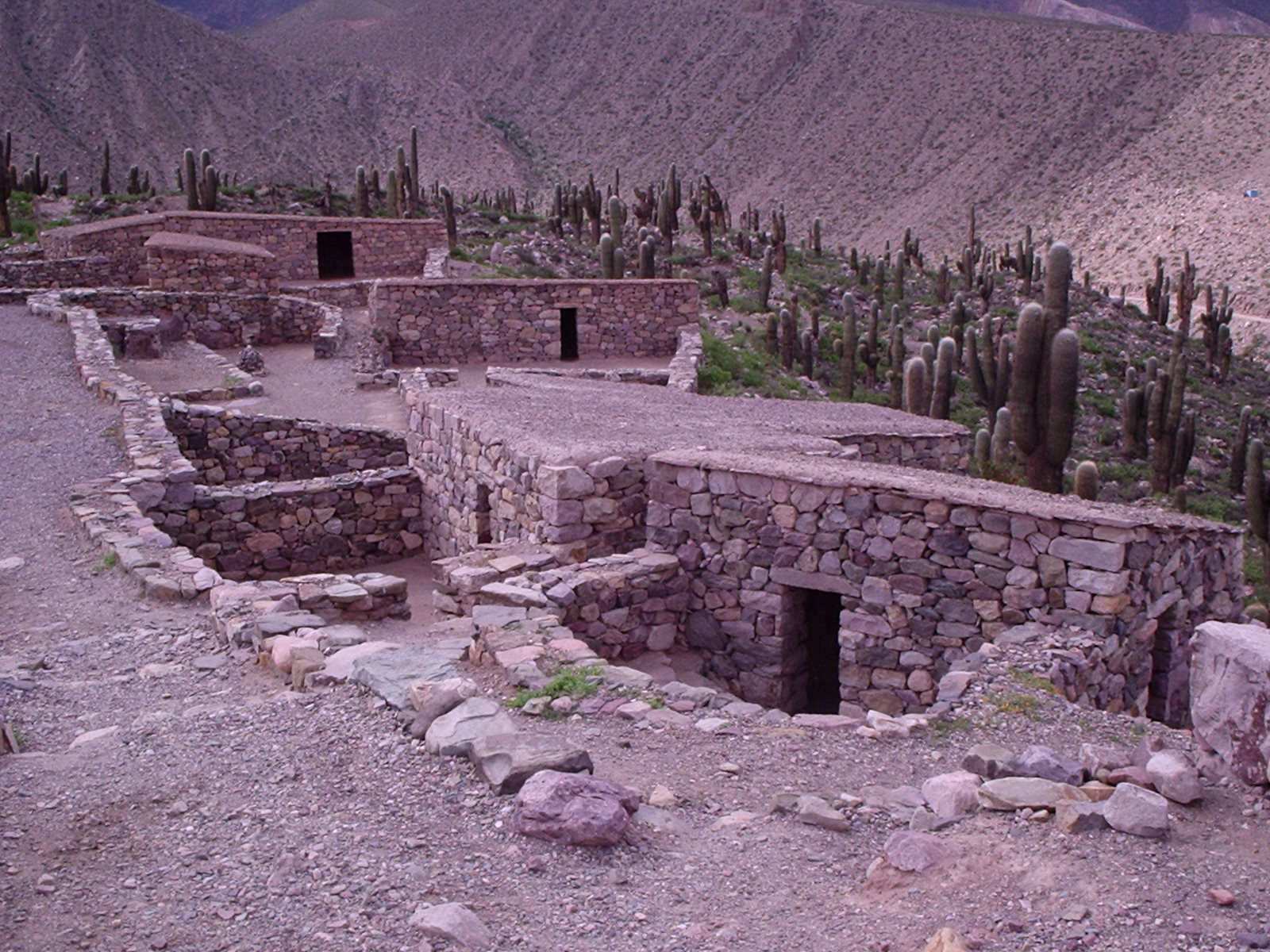
Vue du Pucará de Tilcara, forteresse construite par une tribu des Omaguacas.

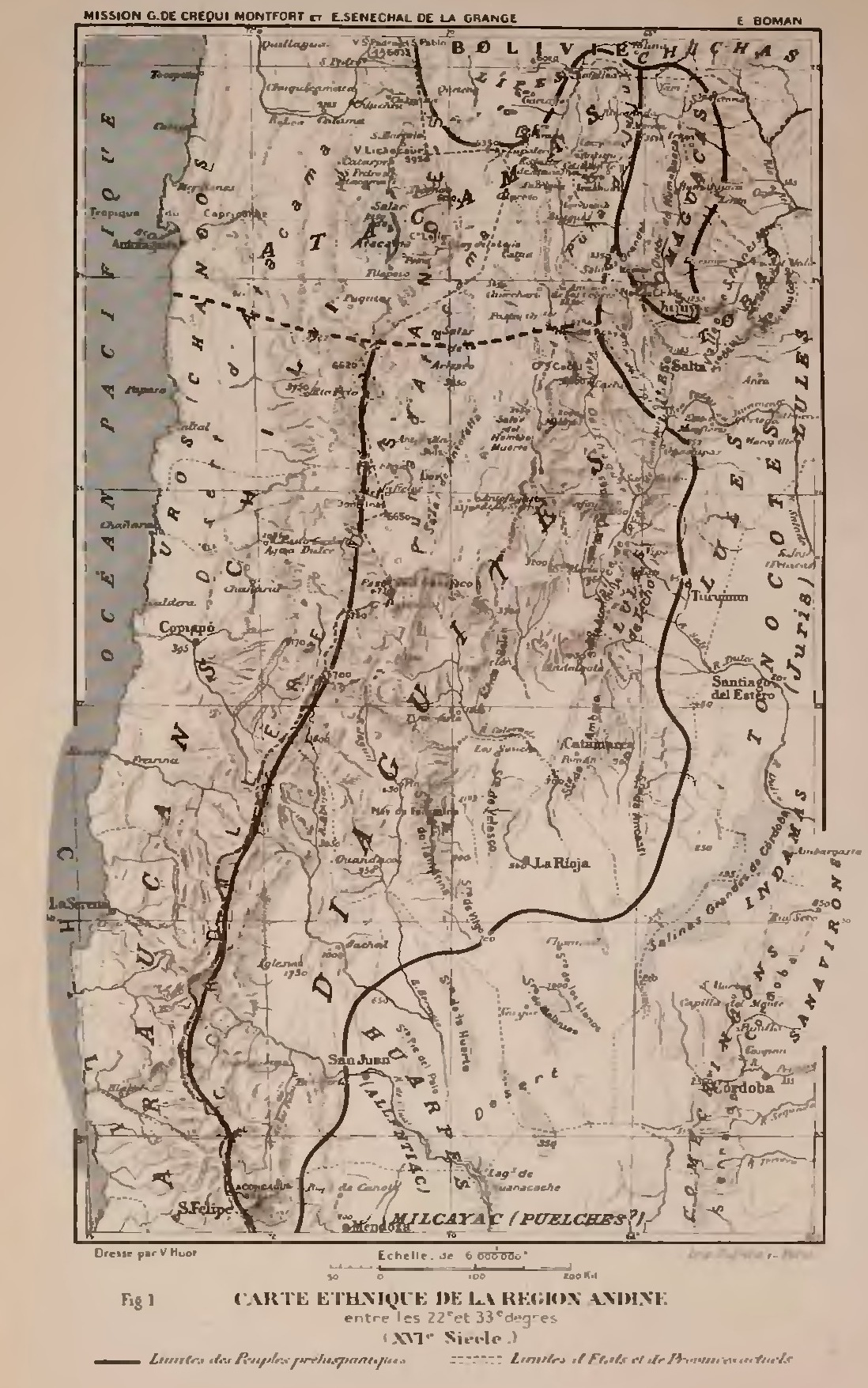
Carte ethnique de la région andine du nord-ouest argentin, réalisée par l'ethnographe Eric Boman (1908).

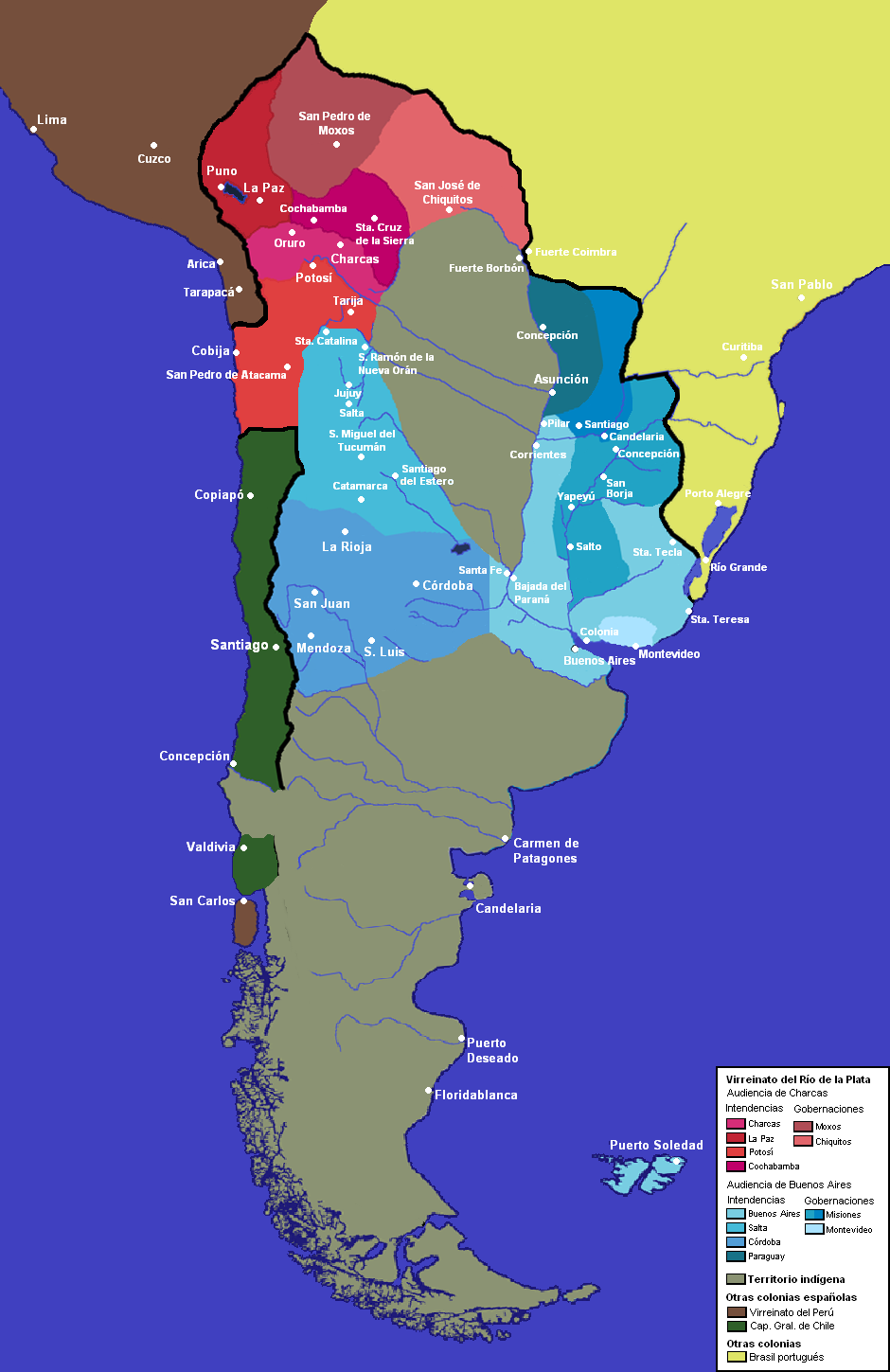
Subdivisions de la vice-royauté du Río de la Plata en 1783. La ville de Jujuy, comme celles de Salta et de Tucumán, se trouve dans la zone bleu-clair au centre de la carte.

Au début de la conquête espagnole, le territoire actuel de Jujuy était peuplé de différents peuples indigènes. Les Omaguacas prédominaient, et se divisaient en partialités ou tribus. Parmi ces dernières les principales étaient les Ocloyas, les Purmamarcas, les Yavis, les Yalas, les Churumatas et les Jujuys, qui ont donné leur nom à la province. Cependant, dans la région de la Puna, les Atacamas étaient prédominants, et particulièrement la tribu des Lípes.
Les Omaguacas étaient une synthèse ethnique de Diaguitas et d'Atacamas avec une forte composante génétique arawak.
Vers 1470-80 toutes ces ethnies et partialités (tribus) furent conquises et soumises par les incas venus du Pérou, lors de ce que l'on appelle la Troisième expansion de l'Empire Inca. Ceux-ci installèrent leur principal centre de domination à Sikuani (ou Chicoana, ville située dans l'actuelle province de Salta).
La résistance tenace de ces populations rendit difficile l'avance des envahisseurs, d'abord
quechuas, puis espagnols. En 1536, Diego de Almagro parcourut la Puna de Jujuy, et la conquête de la province commença.
La résistance des Omahuaca ou Omaguacas fit partie de celle des Diaguitas, de telle sorte que dans les Guerres Calchaquies les peuples aborigènes du Jujuy participèrent pleinement et produisirent des chefs renommés comme les chefs Juan Calchaquí,
Kipildor (Quipildor) et Viltipoco. Ce fut aussi précisément dans la province que les Espagnols bouclèrent l'encerclement des vallées Calchaquíes en révolte, lorsque fut fondée la ville et le fort de la ville de San Salvador de Jujuy par Francisco de Algañaraz, au confluent des rivières río Grande de Jujuy et río Xibi-Xibi, en 1593.
Tout au long du XVIIe siècle, la population de la ville et des établissements espagnols environnants s'accrut lentement. Selon le premier recensement (1779), on ne dénombra que 14 694 personnes. Parmi celles-ci, 14 % vivaient dans la ville, où espagnols, noirs, mulâtres et métis étaient majoritaires, tandis que dans les régions rurales les amérindiens prédominaient. Les esclaves noirs provenaient de Buenos Aires et étaient voués à des tâches domestiques ou artisanales. Leurs unions avec des indigènes ou des espagnols (ou métissage) engendrèrent des castes afrométisses : mulâtres et zambos (métis noir-amérindien).
La région comprenant la province actuelle de Jujuy fit partie de la Vice-royauté du Pérou jusqu'en 1776, année où la couronne espagnole créa la Vice-royauté du Río de la Plata. Conformément à l'ordonnance royale dite Real Ordenanza de Intendentes du 28 janvier 1782, l'actuelle province de Jujuy resta située au sein de l'Intendance de San Miguel de Tucumán. Un an et demi après, la Real Cédula du 5 août 1783, supprima l'Intendance du Tucumán, ce qui eut pour conséquence que Jujuy de même que Catamarca, Santiago del Estero, Salta, Tucumán et la Puna de Atacama (actuellement au nord du Chili), intégra la nouvelle Intendencia de Salta del Tucumán, avec pour siège de gouvernement la ville de Salta.
En 1810, lors du déclenchement de la révolution de Mai, Jujuy comme Tarija dans l'actuelle Bolivie formaient la partie septentrionale du gouvernorat du Salta del Tucumán. Lors des guerres de libération, les royalistes entreprirent onze invasions depuis le Pérou et le Haut-Pérou, si bien que la situation des patriotes devint critique dans la zone de Lípez, Tarija et Jujuy. C'est pourquoi en 1812, Manuel Belgrano, commandant de l'armée du Nord (Ejército del Norte), dirigea l' Éxodo Jujeño (exode de Jujuy).

Un des principaux chefs royalistes (dernier vice-roi du Río de la Plata et autoproclamé vice-roi du Pérou fut l'ultra-conservateur Pedro Olañeta qui précisément était un propriétaire terrien établi dans le Jujuy. En juillet 1825, il fut nommé vice-roi du Río de la Plata par Ferdinand VII d'Espagne, qui ignorait qu'il avait été tué à la bataille de Tumusla.
Jujuy est une des quatorze provinces fondatrices de l'Argentine.
En 1836, la plus grande partie de la province fut envahie par les troupes de la Confédération péruano-bolivienne.
En 1876, une rébellion indigène liée à la demande de terres dans les départements de Rinconada, de Cochinoca et de Yavi fut brutalement réprimée par le gouvernement provincial après que les rebelles eurent été vaincus à la bataille de Quera.
En 1943, le Gouvernement du territoire de Los Andes fut dissous, et Jujuy reçut le département de Susques.
La dictature militaire argentine procède dans la nuit du 20 juillet 1976 à l’enlèvement, la détention ou l’assassinat de 400 personnes dans la province.

## Géographie
La province située dans le nord-ouest argentin, développe un relief éminemment montagneux. L'altitude augmente progressivement de l'est vers l'ouest. La zone sud-est est la moins élevée, et correspond à la vallée du río San Francisco, affluent abondant du río Bermejo.
On distingue trois grandes zones géographiques :
- les Sierras Subandines ;
- la Cordillère Orientale, où se situe la célèbre Quebrada de Humahuaca ;
- la Puna.

On distingue trois biomes au Jujuy. D'abord celui de l'Altiplano, un plateau de 3 500 m d'altitude qui couvre la majeure partie du territoire avec des pics (volcaniques) de plus de 5 000 m, dont le Tuzgle. Ensuite la région où coule le Río Grande de Jujuy au travers du cañon de la Quebrada de Humahuaca, et qui va d'une hauteur de 1 200 jusqu'à 3 500 m. Enfin dans le sud-est les sierras s'abaissent vers la plaine du Gran Chaco. C'est la région des yungas méridionales, chaude, humide et boisée, de moins de 1 200 m.
Dans la Puna, région peu arrosée, il existe de nombreux Salars et lagunes salées. Il faut citer notamment la Laguna de Guayatayoc, les Salinas grandes dites de Jujuy et Salta, le Salar de Olaroz, la Laguna de los Pozuelos et les Lagunas de Vilama.

### Voies d'accès

#### Voie routière

La route nationale 16 fait partie du grand axe qui relie le sud du Brésil à l'Océan Pacifique et à la Chine. Elle se termine à San José de Metán en province de Salta, mais permet un accès aisé à la province de Jujuy grâce à la route nationale 9.

Par la route, on rejoint facilement la province et sa capitale, en empruntant la route nationale 9, qui va du sud vers le nord et est mieux connue dans la capitale sous le nom de "La Panamericana". Cette grand route totalement asphaltée et comportant une bonne portion autoroutière relie les trois villes les plus peuplées du pays, Buenos Aires, Rosario et Córdoba, à la ville de San Salvador de Jujuy, puis continue et se poursuit en Bolivie.
Toujours du sud vers le nord, depuis la ville de Rosario, on peut aussi emprunter la Route nationale 34 qui parcourt la vallée d'El Ramal, le long du río San Francisco, pour se terminer plus au nord, à la frontière bolivienne au niveau de la ville de Profesor Salvador Mazza, en province de Salta.
Dans la Puna, à l'ouest de la province, se déroule la route nationale 40, qui venue de la province de Salta, près de San Antonio de los Cobres, rejoint la frontière bolivienne à La Quiaca. Elle dessert la ville de Susques et parcourt le très impressionnant Cañadon du río San Juan del Oro.
Transversalement, d'est en ouest, la route nationale 52 relie les RN 9 et RN 40 entre Tumbaya-Purmamarca à l'est, et Susques à l'ouest, puis se prolonge vers le Chili et l'océan Pacifique.
D'est en ouest également, la route nationale 16, venue de la ville de Corrientes sur le fleuve Paraná, se termine dans la province de Salta voisine, en débouchant sur le tronc commun RN9-RN34 au niveau de la ville de San José de Metán, ce qui permet aux convois venus du sud brésilien d'accéder facilement et rapidement à la province de Jujuy et à sa capitale, grâce à un court tronçon de la route nationale 9.
Enfin, les RN 9 et RN 38 sont reliées entre elles par la courte (26 km) Route nationale 66 (es) entre Ciudad Perico et San Salvador de Jujuy.

#### Voie aérienne
On accède à San Salvador de Jujuy par voie aérienne grâce à l'aéroport international Gobernador Horacio Guzmán, situé à Ciudad Perico et relié à la capitale par l'autoroute 66 (es) (Códe IATA : JUJ - code OACI : SASJ). Il se trouve à 33 km au sud-est du centre de San Salvador de Jujuy dans le département d'El Carmen.
Il y a des vols directs quotidiens vers les villes de Buenos Aires, Córdoba, Mendoza et Salta. En haute saison, il y a aussi des vols en direction de Mar del Plata et de ville chilienne d'Iquique.

### Villes principales
Villes avec leur population en 2010 :
- San Salvador de Jujuy (265 249 habitants). L'aire métropolitaine de la ville comptait 312 554 habitants en 2010. Elle se trouve à 1 515 km de Buenos Aires et 533 km de la côte du Pacifique. San Salvador de Jujuy affiche deux records géographiques nationaux : par sa latitude, sur le parallèle de 24°11'08, elle est la capitale provinciale la plus septentrionale d'Argentine, et par son altitude à 1 259 m, elle est aussi la capitale de province la plus haute du pays. La ville occupe une position de toute première importance en Amérique du Sud. Elle est le point de passage du Corridor biocéanique qui relie los ports de la côte atlántique (surtout du Brésil méridional, mais aussi de la région de la Plata) à la côte pacífique (Chili).
- San Pedro (60 420 hab.). La ville est située dans le Valle del río San Francisco de Jujuy, à 15 km de la confluence des rios río Grande de Jujuy et Lavayén les deux branches-mères du puissant río San Francisco.
- Palpalá (52 631 hab.). Ville disposant d'un grand parc industriel orienté vers les aciéries et l'industrie papetière. Elle est située à seulement 13 km au sud-est de la capitale San Salvador de Jujuy (dont elle fait partie de l'aire urbaine), et à 1 686 km de Buenos Aires.
- Ciudad Perico (49 125 hab.). Ville récente située à 35 km de San Salvador de Jujuy, elle héberge l' Aeropuerto Internacional Horacio Guzmán.
- Libertador General San Martín (47 011 hab.)
- Monterrico (20 188 hab.)
- La Quiaca à 3 442 m (17 199 hab.)
- El Carmen (16 501 hab.)
- Fraile Pintado (15 182 hab.)
- Humahuaca (à 2 939 m) (13 213 hab.)
- Abra Pampa (à 3 484 m) (9 425 hab.)
- Caimancito (à 338 m) (6 800 hab.)
- Tilcara (à 2 461 m) (6 249 hab.)
- Yuto (es) (6 301 hab.)
- Calilegua (à 465 m) (5 997 hab.)
- Purmamarca (891 hab.)
- Susques (1.093 hab. en 2001)
- Yavi (271 hab.)

### Climat
Les grandes différences d'altitude et de pluviométrie ont produit des zones désertiques comme les Salars ou Salinas Grandes avec leurs mines de sel, mais aussi des zones très arrosées de jungles subtropicales, les yungas comme dans la Bolivie voisine. À San Salvador de Jujuy les précipitations annuelles atteignent de 750 à 800 mm par an (niveau plus ou moins équivalent à celui de Bruxelles, mais nettement supérieur à ceux de Paris ou Londres).
| Mois                     | jan.  | fév.  | mars  | avril | mai  | juin | jui. | août | sep. | oct. | nov. | déc.  | année |
| ------------------------ | ----- | ----- | ----- | ----- | ---- | ---- | ---- | ---- | ---- | ---- | ---- | ----- | ----- |
| Température moyenne (°C) | 23,5  | 22,6  | 21,3  | 18,4  | 14,9 | 11,5 | 12   | 15   | 17,3 | 21,6 | 23,1 | 23,7  | 18,7  |
| Précipitations (mm)      | 191,2 | 140,6 | 141,9 | 59,1  | 8,7  | 1,9  | 5,9  | 5,4  | 3    | 22,5 | 58,2 | 139,3 | 777,7 |

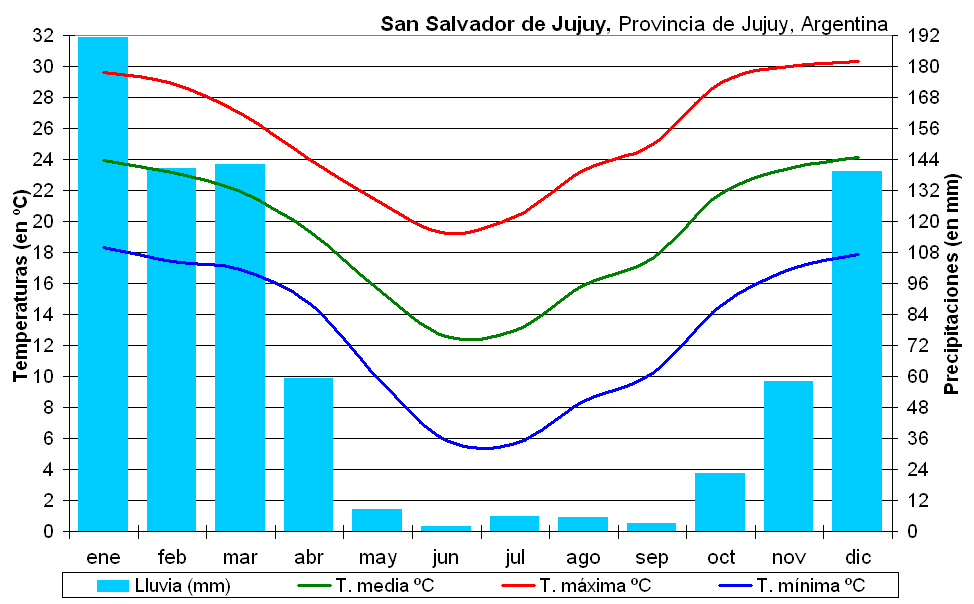
Climogramme de San Salvador de Jujuy

Au total cependant le climat est majoritairement aride à semi-désertique, avec la très notable exception de la large vallée El Ramal du Río San Francisco.
Les différences de température diurne et nocturne sont importantes dans les régions élevées, et les précipitations sont réduites en dehors de la région du Río San Francisco.
| Mois                     | jan. | fév. | mars | avril | mai | juin | jui. | août | sep. | oct. | nov. | déc. | année |
| ------------------------ | ---- | ---- | ---- | ----- | --- | ---- | ---- | ---- | ---- | ---- | ---- | ---- | ----- |
| Température moyenne (°C) | 12,5 | 12,1 | 12   | 10,2  | 6,7 | 4,1  | 3,8  | 6    | 8,7  | 10,7 | 12   | 9,2  | 9,2   |
| Précipitations (mm)      | 79,7 | 68   | 48,7 | 9,7   | 0,7 | 0,7  | 0    | 0,7  | 2,7  | 16,3 | 30   | 78   | 335   |

Pour Abra Pampa, petite ville située à l'entrée méridionale du grand plateau altoandin (la Puna), au pied du cerro Huancar, les données pluviométriques sont les suivantes :

#### Hydrographie

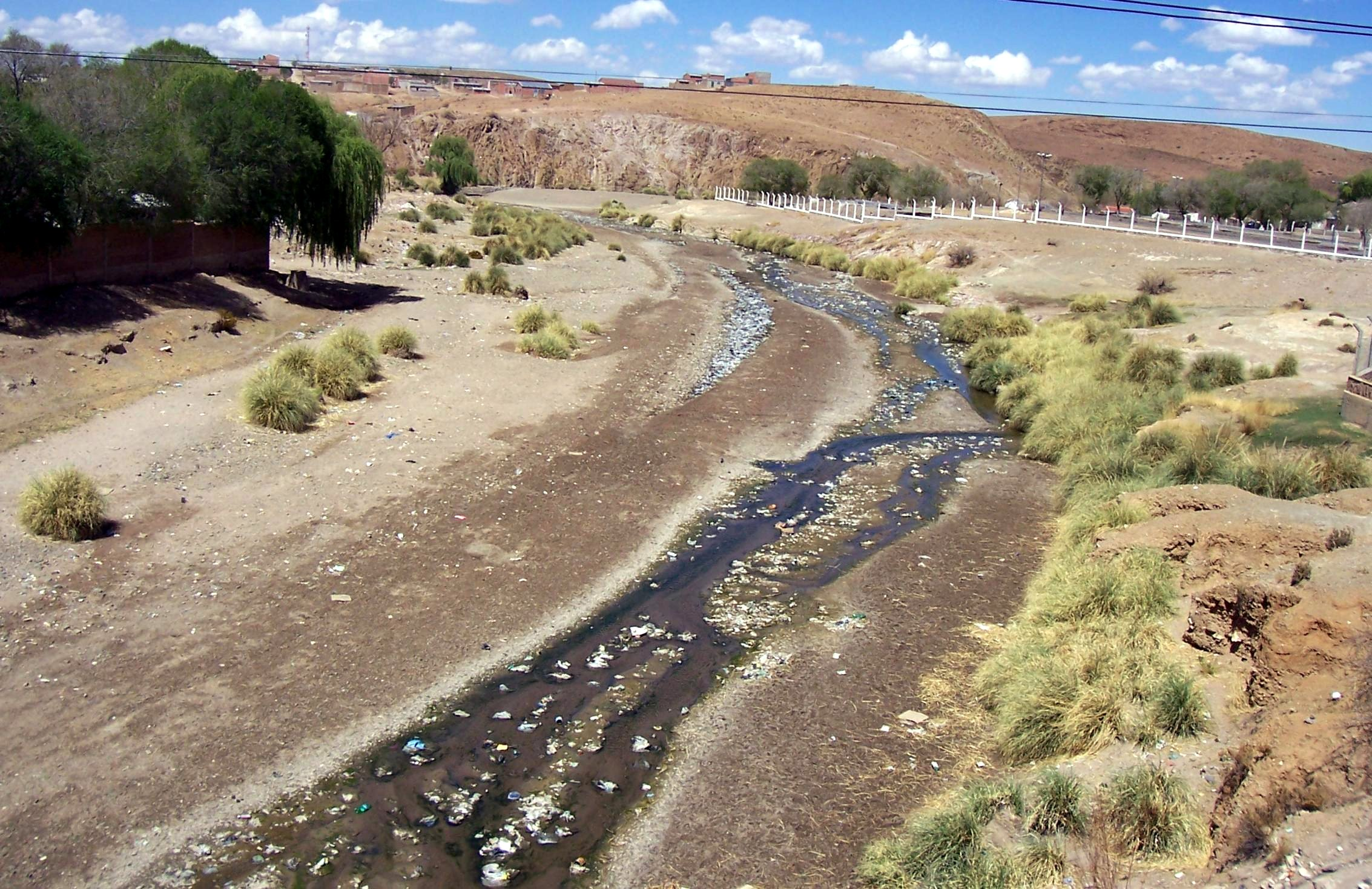
Río La Quiaca, frontière avec la Bolivie à gauche et l'Argentine à droite.

Les ríos Grande de Jujuy, avec son affluent le Río Perico, et San Francisco alimentent le Río Bermejo, cours d'eau majeur du Chaco et d'Argentine. Les ríos La Quiaca, Yavi et Sansana se jettent dans le Río Pilcomayo.
Dans la Puna, de maigres cours d'eau se dirigent vers de petits bassins endoréiques centrés sur des salines ou salars. D'où la présence de la laguna de los Pozuelos, des lagunas de Vilama, des Salinas Grandes de Jujuy et Salta, du Salar de Olaroz ainsi que de la laguna de Guayatayoc.
Il faut noter qu'à l'extrémité nord-ouest de la province, coule le río San Juan del Oro qui n'est pas endoréique mais bien sous-affluent du río Pilcomayo. Coulant d'abord non loin du territoire chilien, il matérialise ensuite partiellement la frontière argentino-bolivienne.

### Départements
| N° | Département            | Superficie (km2) | Population 2010 | Chef-lieu                     | Carte des départements |
| -- | ---------------------- | ---------------- | --------------- | ----------------------------- | ---------------------- |
| 1  | Cochinoca              | 7.837            | 12.111          | Abra Pampa                    |                        |
| 2  | Doctor Manuel Belgrano | 1.917            | 278.336         | San Salvador de Jujuy         |                        |
| 3  | El Carmen              | 912              | 84.667          | El Carmen                     |                        |
| 4  | Humahuaca              | 3.792            | 16.765          | Humahuaca                     |                        |
| 5  | Ledesma                | 3.249            | 75.716          | Libertador General San Martín |                        |
| 6  | Palpalá                | 467              | 48.199          | Palpalá                       |                        |
| 7  | Rinconada              | 6.407            | 2.298           | Rinconada                     |                        |
| 8  | San Antonio            | 690              | 3.698           | San Antonio                   |                        |
| 9  | San Pedro              | 2.150            | 71.037          | San Pedro                     |                        |
| 10 | Santa Bárbara          | 4.448            | 17.115          | Santa Clara                   |                        |
| 11 | Santa Catalina         | 2.960            | 3.140           | Santa Catalina                |                        |
| 12 | Susques                | 9.199            | 3.628           | Susques                       |                        |
| 13 | Tilcara                | 1.845            | 10.403          | Tilcara                       |                        |
| 14 | Tumbaya                | 3.442            | 4.553           | Tumbaya                       |                        |
| 15 | Valle Grande           | 962              | 2.386           | Valle Grande                  |                        |
| 16 | Yavi                   | 2.942            | 18.160          | La Quiaca                     |                        |
|    | Total province         | 53.219           | 662.477         | San Salvador de Jujuy         |                        |

### Région Grand nord argentin

En rouge, la région Grand nord argentin

Un traité interprovincial de création de la Región Norte Grande Argentino (Région Grand nord argentin), a été signé dans la ville de Salta, le 9 avril 1999, entre les provinces de Catamarca, Corrientes, Chaco, Formosa, Jujuy, Misiones, Tucumán, Salta et Santiago del Estero.
L'objet primordial de ce traité est la création de la Región Norte Grande et la concrétisation de l'intégration des provinces du Nord-Ouest Argentin (NOA) et du Nord-Est Argentin (NEA), afin d'atteindre dans la réalité un système effectif de consensus et d'action conjointe entre les états signataires.
Le Conseil Régional du Norte Grande est l'organisme suprême de gouvernement régional, composé de l'Assemblée des Gouverneurs, de la Junte Exécutive et du Comité Coordinateur. Ce dernier est constitué par un représentant du NOA et un autre du NEA, les deux étant de plus membres de la Junte Exécutive.
La Commission Exécutive Interministérielle d'Intégration Régionale coordonne le processus d'intégration à partir des directives des organes supérieurs déjà mentionnés.

## Démographie
|                   | 1895      | 1914      | 1947       | 1960       | 1970       | 1980       | 1991       | 2001       | 2010       |
| ----------------- | --------- | --------- | ---------- | ---------- | ---------- | ---------- | ---------- | ---------- | ---------- |
| Province de Jujuy | 49 713    | 77 511    | 166 700    | 241 462    | 302 436    | 410 008    | 512 329    | 611 888    | 672 260    |
| Argentine         | 4 044 911 | 7 903 662 | 15 893 811 | 20 013 793 | 23 364 431 | 27 949 480 | 32 615 528 | 36 260 130 | 40 091 359 |

D'après l'INDEC (Institut argentin des statistiques et des recensements), en 2010, la population se montait à 672 260 habitants.
En 1895, il n'y avait que 49 713 habitants qui peuplaient le territoire, d'une superficie un peu plus vaste que celle de la Suisse. La croissance démographique a été fort semblable à celle de l'ensemble de l'Argentine jusqu'aux années 1950. 

Plus récemment, on remarque que la population de la province a plus que doublé entre 1970 et 2001, et affiche ainsi un rythme d'accroissement supérieur à la moyenne du pays. Ce fait est lié à la fécondité assez élevée de ses habitants. La natalité observée ces dernières années dans la province (13 651 naissances en 2000, et 13 709 en 2004, soit un taux de 21,3 pour mille) laisse entrevoir la poursuite d'une croissance démographique appréciable dans les prochaines décennies.
D'après les dernières évaluations de l 'INDEC (prévisions portant sur la période 2010-2040), il y aurait 753 891 habitants dans la province en 2018, c'est-à-dire une augmentation de l'ordre de plus de 10 000 personnes annuellement durant cette période de huit ans, ce qui confirme la croissance rapide de la population observée ces dernières décennies depuis 1970, croissance nettement supérieure à celle de la totalité du pays. À l'horizon 2040, l'INDEC prévoit une population de 909 196 habitants, soit une augmentation de quelque 237 000 habitants entre 2010 et 2040, soit plus de 35% de hausse en 30 ans, rythme nettement supérieur aux prévisions faites pour l'ensemble du pays (30 à 31% en trente ans).
|                   | 2001       | 2010       | 2020       | 2030       | 2040       |
| ----------------- | ---------- | ---------- | ---------- | ---------- | ---------- |
| Province de Jujuy | 611 888    | 672 260    | 770 881    | 848 213    | 909 196    |
| Argentine         | 36 260 130 | 40 091 359 | 45 376 763 | 49 407 265 | 52 778 477 |

### Amérindiens

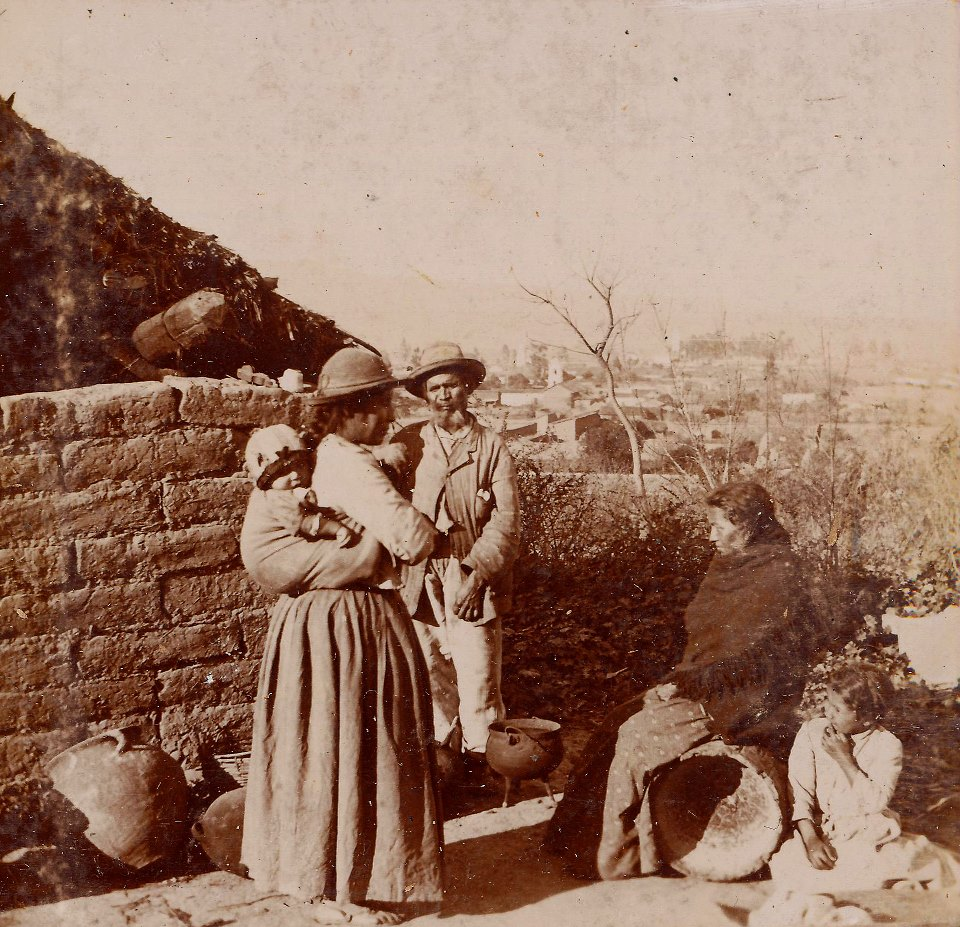
Population kolla dans la puna (photo prise vers 1890)

D'après le recensement des aborigènes effectué en Argentine en 2004, la population des personnes se déclarant d'origine Kolla atteignait le chiffre de 53 019, la très grande majorité habitant la région de la Puna et des Andes des provinces de Jujuy et de Salta. Actuellement[Quand ?], les Kollas argentins utilisent en général comme première langue le castillan. Le nombre de ceux qui parlent les langues quechua ou aymara est quasi nul.
On ne connait pas l'origine des Kollas. Historiquement, on note leur existence au moins depuis la fin du XIIe siècle, à l'époque de l'empire Tiahuanaco, autour du lac Titicaca, en Bolivie. Au XVe siècle, le territoire occupé par les Kollas a été envahi par l'Empire inca, ce qui aurait engendré une révolte qui se serait terminée par l'incorporation des Kollas comme soldats et comme travailleurs, donc loin de leur terre natale. De plus les Incas avaient l'habitude de déplacer les peuples conquis et de les mélanger entre diverses ethnies. Les Kollas proviennent donc d'un large métissage de différents groupes ethniques indigènes. À la population d'origine Omaguaca, Diaguita et Atacama, les Incas ajoutèrent des groupes de Mitimaes (personnes déplacées). Ainsi se fit un métissage intense qui continua avec la pratique espagnole de l'encomienda et les déplacements de population qu'ils effectuèrent.

## Biodiversité

### Flore
La flore de la province est extrêmement variée du fait de la grande variété des zones climatiques. Dans les régions orientales bien arrosées, celle des yungas, la flore varie en fonction de l'altitude.
Les zones les plus basses sont couvertes de la forêt de piedmont, domaine intermédiaire entre deux écosystèmes contrastés, la flore "sèche" qui domine au Chaco, et le domaine humide des yungas.

La selve de piemont occupe les aires les plus basses (550-700 m d'altitude). Là prospèrent des espèces comme le cebil colorado (Anadenanthera colubrina), la tipa blanca (Tipuana tipu) et le lapacho.
Plus en altitude (de 700 à 1 500 mètres) apparait la forêt de montagne qui est en grande partie une nimboselve (forêt baignée de nuages), fort bien représentée au sein du parc national Calilegua. Cette forêt dense se caractérise par la présence du laurel (Cinnamomum porphyrium (es)), du ceibo (Erythrina falcata (es)), du cèdre colla (Cedrela angustifolia (es)) et du cebil blanc (Parapiptadenia excelsa). 

Sur les pentes des montagnes, au-delà des 1500-1600 mètres, on trouve un étage de bosquets de montagne, où prédominent les nogals (Juglans australis (es)), les lapachos jaunes (Tabebuia lapacho (es)), les pins (Podocarpus parlatorei), les aulnes (Alnus acuminata (es)) et les sureaux (Sambucus peruvianus) dont les feuillages couvrent des sous-bois de cannes (Chusquea lorentziana (es)). 

À plus grande altitude, vers 1 900 m, apparaissent les bois de queñoa (Polylepis australis) dont la densité va en diminuant à mesure qu'augmente l'altitude. Puis, au-dessus des 2 300 m, les bois ne sont quasi uniquement peuplés plus que d'aulnes. Au-delà, les forêts disparaissent pour laisser la place aux prairies de montagne.
Dans la zone ouest de la province, la rareté des précipitations et le climat aride et souvent froid a entrainé la présence d'une flore réduite et peu variée. Durant le XXe siècle un processus de désertification a eu lieu laissant dans la Puna une végétation naturelle souvent réduite à des plantes xérophiles ou psamophiles comme la tola (es) qui forme des "colchones" ou les grands cactus appelés "cardones" (Echinopsis atacamensis). Il subsiste aussi, notamment dans les "quebradas" d'anciens bois d'arbres bas (churquis ou espinillos et queñoas de l'espèce besseri).

### Faune
Dans la zone bien arrosée des yungas méridionales, on trouve des exemplaires très intéressants d'espèces menacées. Ci-dessous trois espèces emblématiques du nord argentin, toutes trois en danger, le tapir, le jaguar et le sapajou cay

#### Mammifères

##### Mammifères des Yungas
Dans les yungas — notamment au sein du Parc national Calilegua — on peut rencontrer le jaguar, le puma, le chat de Geoffroy, le Jaguarondi, la taruca, le daguet rouge, la loutre à longue queue, le capybara, le pécari à collier, le renard des savanes ou renard crabier, la martre à tête grise, le raton crabier, le coati, le tapeti, le sapajus apella, le cui commun, l'agouti ponctué, l'écureuil bolivien (es).

##### Mammifères de la Puna
Dans la Puna altoandine, le climat quasi désertique ne permet pas le développement d'une faune importante. On y trouve cependant des mammifères comme le puma, la vigogne, le lama, l'alpaga, le renard des Andes, le chat des Andes ainsi que sa proie favorite, le chinchilla à queue courte, fort mal protégé jusqu'ici.

#### Oiseaux
La province de Jujuy présente une avifaune extrêmement riche et variée, ceci dû à la grande variété des climats et écosystèmes. Rien que dans la partie orientale de la province (faisant partie du système des yungas méridionales), on a recensé près de 400 espèces différentes d'oiseaux... Ce chiffre est presque fabuleux si l'on considère que toute l'Argentine héberge quelque 1 000 espèces et le monde entier pas plus de 10 400 espèces d'oiseaux au total.
Parmi les plus rares il faut citer l'aigle d'Isidore, l'aigle orné, l'aigle noir et blanc, la buse solitaire et la buse couronnée, la pava de monte alisera, le cincle à gorge rousse, la Harpie huppée, l'engoulevent lyre, le pic enfumé et le martinet montagnard.

##### Avifaune de la Puna
Dans la puna, les oiseaux les plus significatifs sont les flamants. Ces grands oiseaux aquatiques nidifient sur les plages, y formant des colonies. Trois espèces de flamants se partagent les lagunes : le flamant du Chili ou flamant austral, ainsi que deux espèces propres à la puna, le flamant des Andes et le flamant de James. On rencontre aussi des canards de plusieurs espèces dont la sarcelle de la puna, exclusive de la région. On trouve aussi des gallaretas, la gallinule poule-d'eau, la foulque cornue et la foulque géante. Il y a aussi des nandous de Darwin et des avocettes des Andes, oiseau au bec retroussé.
Parmi les autres espèces d'oiseaux endémiques de la puna, il y a le pluvier de la puna, la mouette des Andes, la bécassine de la puna, l'ouette des Andes. Parmi les oiseaux migrateurs de la puna, on peut observer le bécasseau de Baird, le phalarope de Wilson, le petit Chevalier, le grand Chevalier, le pluvier bronzé. On trouve aussi l'attagis de Gay, le phrygile du Pérou, le thinocore de d'Orbigny, le pic des rochers, le dormilon de Junin, la géositte de la puna, le phrygile à dos roux, le tinamou des Andes, l'upucerthie fauve et le condor des Andes.
Dans la réserve de biosphère Laguna de los Pozuelos, étendue d'eau la plus vaste de la puna de la province, située à plus ou moins 3 600 mètres d'altitude et entourée de montagnes atteignant les 4 800 mètres, le climat venteux et froid est relativement humide, avec des précipitations surtout estivales atteignant les 350 mm annuellement. La lagune a une salinité variable suivant les saisons. On peut y observer le pipit du paramo ou bisbita andino(Anthus bogotensis), le pipit à plastron ou bisbita piquicorto ou encore cachirla común (Anthus furcatus), le synallaxe des rocailles, l'attagis de Gay, le cinclode à ailes blanches, le pic des rochers), la géositte de la puna, la Geositta rufipennis, la colombe aymara, le dormilon cendré, le dormilon de Junin, le tinamou orné, le tinamou de Darwin, le colibri d'Estelle, le caracara montagnard, le phrygile à dos roux, le phrygile gris-de-plomb, le sicale jaune, le sicale à croupion jaune, le thinocore de d'Orbigny, le tinamou quioula, ainsi que l'upucerthie fauve.
Dans la Réserve provinciale altoandine de La Chinchilla - vaste zone de 368 529 hectares de superficie soit plus de 8 % de la province - , parmi les oiseaux migrateurs, on observe la présence du bécasseau de Baird, du phalarope de Wilson, du petit Chevalier ou pitotoy chico, du grand Chevalier et du pluvier bronzé. On peut aussi observer la présence du pluvier de la puna, de la mouette des Andes, de la bécassine de la puna, du thinocore de d'Orbigny, du pic des rochers, du géositte de la puna, du phrygile à dos roux, du chirigüe puneño, du tinamou de la puna, du tinamou des Andes et du condor des Andes.

##### Avifaune des Yungas
Dans le Parc national Calilegua situé en zone des yungas, on trouve pas moins de 377 espèces d'oiseaux, et parmi eux : le synallaxe des rocailles, le tohi citrin (Atlapetes citrinellus (es)), le toui à bandeau jaune, le chardonneret à bec épais, la cataménie terne, le cinclode à ailes blanches, le pic des rochers, le chipiu de Tucuman, le percefleur rouilleux, la géositte à ailes rousses, le dormilon cendré, le pitajo d'Orbigny (Ochthoeca oenanthoides), le synallaxe à front rayé (Phacellodomus striaticeps), le phrygile petit-deuil, le rara du Paraguay, le chipiu à flancs roux, le saltator à ventre roux (Pseudosaltator rufiventris) et le pic enfumé.
À l'ouest de la serranía de Calilegua, la région de Santa Ana qui traverse le secteur nord de la Valle Grande, en direction de la Quebrada de Humahuaca, on peut observer le taurillon à bec jaune, le pipit à plastron (Anthus furcatus), le synallaxe de d'Orbigny, le synallaxe d'Iquico, le synallaxe fauve, la colombe aymara, la colombe de Moreno, le moqueur à dos brun (Mimus dorsalis (es)), le tinamou orné, le tinamou de Darwin, l'upucerthie à bec droit, le pitajo d'Orbigny (Ochthoeca oenanthoides), le colibri d'Estelle, le caracara montagnard, le phrygile à tête noire, le phrygile à dos roux, le phrygile gris-de-plomb, le chipiu à flancs roux, le saltator à ventre roux (Pseudosaltator rufiventris), le thinocore de d'Orbigny, l'upucerthie andecola (Upucerthia andecola) ainsi que l'upucerthie des buissons.

#### Reptiles
Dans les yungas vivent des caïmans à museau large, diverses espèces de serpents, comme la musurana marrón, ainsi que des espèces d'ophidiens dangereux comme le Philodryas olfersii, le cobra corail, et la yarará chica parfois fort agressive.

#### Amphibiens
Parmi les amphibiens, on trouve des grenouilles du genre Leptodactylus (Leptodactylus chaquensis, Leptodactylus gracilis, Leptodactylus latrans, Leptodactylus mystacinus, Leptodactylus latinasus), également le Physalaemus biligonigerus, le Pleurodema borellii, le Telmatobius oxycephalus (qui n'a été observée que dans les yungas Salta-Jujuy), le Telmatobius stephani, ainsi que les crapauds Rhinella schneideri ou Bufo paracnemis, Rhinella ou Bufo gallardoi, et Rhinella arenarum.

On observe aussi plusieurs espèces des genres Hyla, Scinax (Scinax fuscovarius), et Oreobates (notamment Oreobates discoidalis, Oreobates barituensis, cette dernière identifiée seulement en 2008), ainsi que de la Phyllomedusa boliviana, du Pithecopus hypochondrialis et du Pithecopus azureus.

#### Poissons
Dans le bassin du San Francisco, l'ichtyofaune est appréciable. On peut y pêcher le boga, le dorado, le pacú, le pejerrey perugiae (différent du bonariensis du Paraná), le sábalo, le patí, le surubi, et aussi la truite.
Dans le bassin du río Bermejo et ses affluents, on peut trouver également la tararira (Hoplias malabaricus), la raie d'eau douce (Potamotrygon motoro) et le géant manguruyú (Zungaro zungaro). Mention spéciale pour la raie de rivière appelée en Argentine chucho de río (Potamotrygon motoro), dont Jeremy Wade, célèbre pêcheur vedette de la série télévisée River Monsters témoigne de la dangerosité extrême et du gigantisme : le plus gros exemplaire atteignait pas moins de 135 cm et 115 kilos. En captivité, les propriétaires de ce poisson dangereux se doivent d'être prudents et très méfiants vis-à-vis de sa queue en forme de dard à la fois vénimeux et puissant.

## Aires protégées

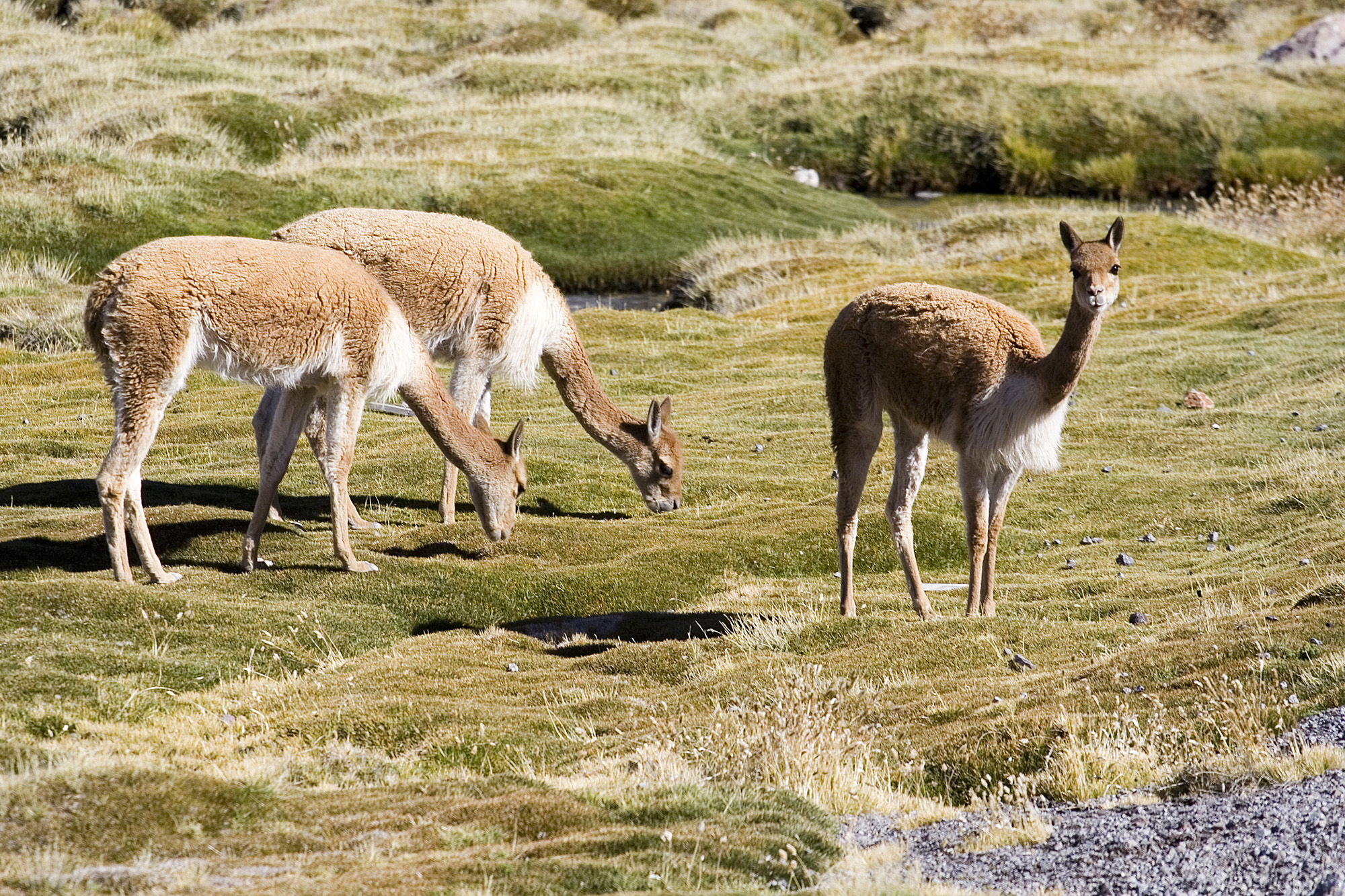
Vigognes, dans la Puna provinciale.

- Parc national Calilegua, comportant des forêts et une faune remarquable dans la région des Yungas.
- Monument naturel Laguna de los Pozuelos dans la Puna altoandine.
- Monument naturel Laguna Leandro (es), également dans la Puna altoandine.
- Parc provincial Potrero de Yala (es). 98 % de la superficie du parc se trouve dans l'écorégion des Yungas, les 2 % restants correspondant à l'écorégion altoandine.
- Réserve de biosphère des Yungas
- Réserve Las Lancitas
- Réserve provinciale altoandine de La Chinchilla. Avec une superficie de 368 529 hectares, elle recouvre le complexe lacustre des lagunes de Vilama, une zone humide d'altitude de 170 000 ha, désigné site Ramsar en 2000[13].
- Réserve provinciale de Olaroz-Cauchari (es) dans la Puna altoandine, Réserve de Faune et de Flore, située dans le Département de Susques[14], fut créée en 1981[15]. Son objectif est la protection et la préservation des vigognes, des chinchillas à longue queue, des Chinchillas à queue courte et des nandous de la puna (es)[16].

## Économie
En 2018, la structure économique se basait encore avant tout sur les activités primaires. Parmi les cultures, il faut souligner la canne à sucre, les bananes et le tabac, suivies des agrumes, des mangues, de la papaye des chirimoyas et des avocats, comme productions "traditionnelles" de la province (bien qu'en fait assez modernes puisque n'ayant débuté qu'au XXe siècle). Les autres produits de l'agriculture incluent notamment les haricots et les tomates, ainsi que d'autres végétaux destinés à l'alimentation locale. L'élevage n'a progressé qu'à petite échelle, ce qui se comprend fort bien étant donné le très faible pourcentage de la superficie utilisable dans cette province montagneuse. Le cheptel de lamas, de vigognes et de guanacos s'est cependant accru de manière significative, avant tout pour leur laine.
L'économie de la province de Jujuy est modérément sous-développée, quoique déjà assez diversifiée. En 2006 on estimait sa valeur à quelque 2,998 milliards de $US, soit 4.899 per capita (ce qui était inférieur de 40% à la moyenne nationale).
Et cependant, malgré son profil rural prononcé, l'économie de la province de Jujuy n'est pas essentiellement agraire. L'agriculture ne contribue qu'à raison de plus ou moins 10% au revenu provincial, et l'activité agricole principale est la canne à sucre, matière première de l'industrie alimentaire. Le traitement de cette canne représente plus de la moitié de la production provinciale brute, et pas moins de 30% de la production nationale de sucre. La deuxième activité agricole est la culture du tabac, cultivé dans la vallée du sud-est, et dont la province est le premier producteur national.
Les activités industrielles sont plus importantes dans le Jujuy que dans les autres provinces voisines, et ajoutent 15% à son économie. La province de Jujuy est le second plus grand producteur d'acier en Argentine, fabriqué par les hauts fourneaux Altos Hornos Zapla.
Les autres activités industrielles incluent les mines de matériaux de construction, l'extraction de pétrole (à Caimancito), la production de sel dans le bassin des Salinas Grandes de Jujuy, ainsi que la production de papier, alimentée par l'importance des forêts des yungas provinciales, ce poste représentant plus de 20% de la production industrielle de la province.

### Exploitation d'importants gisements de lithium

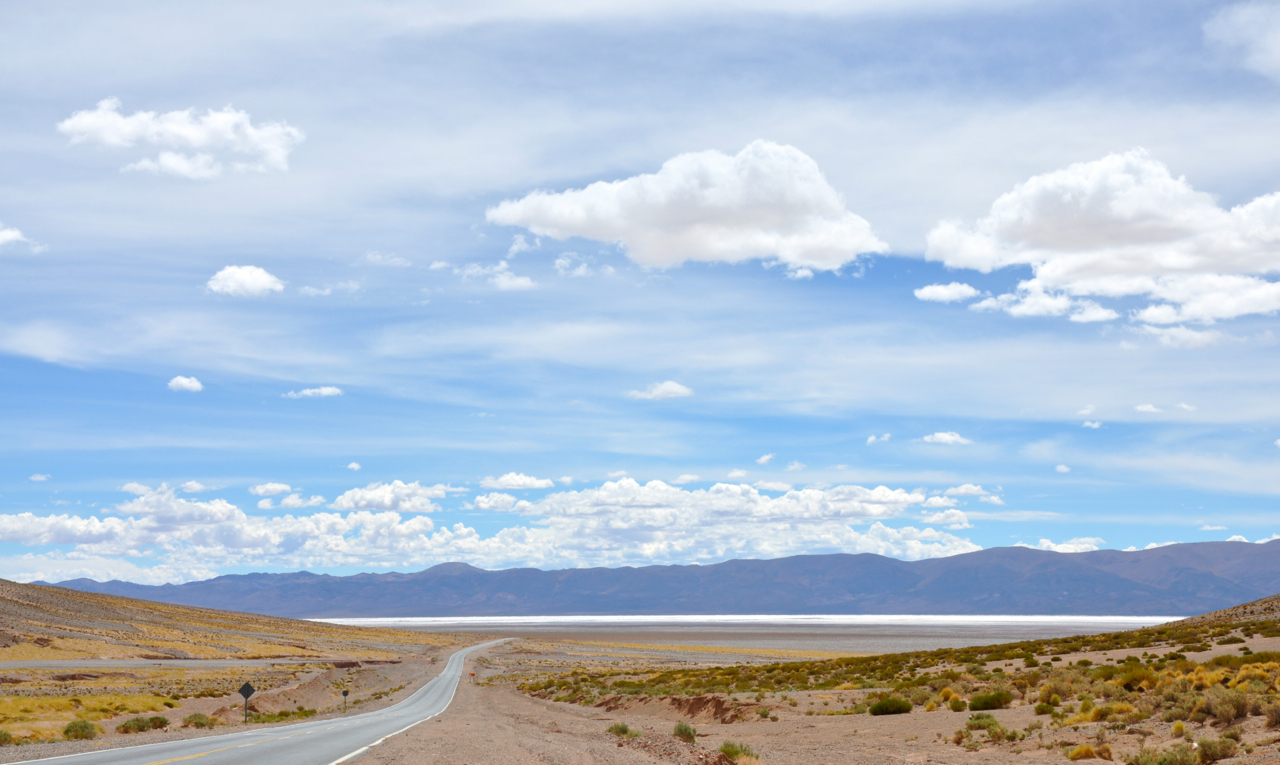
Vue du Salar de Olaroz.

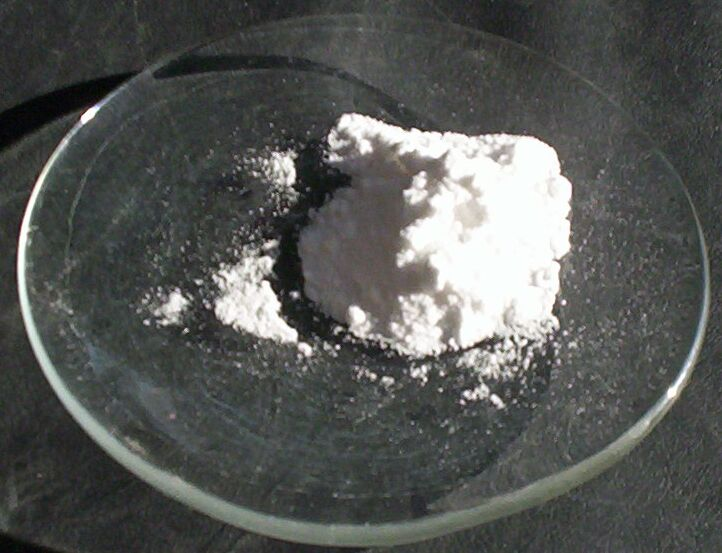
Apparence du carbonate de lithium.

L'exploitation du lithium a débuté en décembre 2014 au salar de Olaroz dans le département de Susques, au sein de l'entreprise Sales de Jujuy, opératrice du projet.
Les spécialistes estiment que le salar contient 6.400.000 tonnes de carbonate de lithium (Li2CO3) et aussi 19.300.000 tonnes de potassium. À raison de 800 g/kilolitre, la teneur moyenne du gisement en lithium est semblable à celle relevée dans le salar del Hombre Muerto, et plus ou moins le double de celle observée à Silver Peak et au salar del Rincón. À noter que ce gisement est aussi riche en magnésium, mais, avec un taux de 2,8, nettement moins riche que les salars d'Atacama au Chili et d'Uyuni en Bolivie, qui sont respectivement de 6,4 et de 19,0.
En 2010, les ressources mondiales estimées en lithium sont à plus de 70% situées dans le « triangle du lithium », dans les salars andins du Chili, de la Bolivie et de l'Argentine. Avec un prix du lithium en forte croissance (30 dollars/kg en 2008 contre moins de 3/kg en 2002), ces gisements pouvaient constituer une manne importante pour les trois pays.
Les ressources mondiales étaient estimées en 2010 entre 17 et 30 millions de tonnes suivant les sources, les réserves exploitables en 2008 étant comprises entre 4 et 16 millions de tonnes. Ainsi, en supposant que tout le marché automobile (70 millions de nouveaux véhicules en 2018[réf. nécessaire]) bascule en véhicules électriques, avec une autonomie de 160 km assurée par 24 kWh de batterie au lithium nécessitant 3 kg de Li métal, les réserves assureraient entre 20 et 75 ans de production selon les estimations, dont au moins 70% provenant des trois pays andins. Le prix du carbonate de lithium qui était de 6 000 dollars la tonne en juin 2015, est passé à 25 000 dollars/tonne en janvier 2018.
Le salar d'Olaroz se situe dans le département de Susques (9 200 km2) qui a une population d'environ 3 500 personnes, en majorité descendants des populations autochtones. Son économie se base sur l'élevage du bétail, essentiellement du lama, et dépend des pâturages naturels pour leur alimentation.
La localité la plus proche de ce salar est Olaroz Chico (es), peuplée de près de 200 âmes, la plupart liées au moins indirectement à l'exploitation du salar.

### Axe du Capricorne

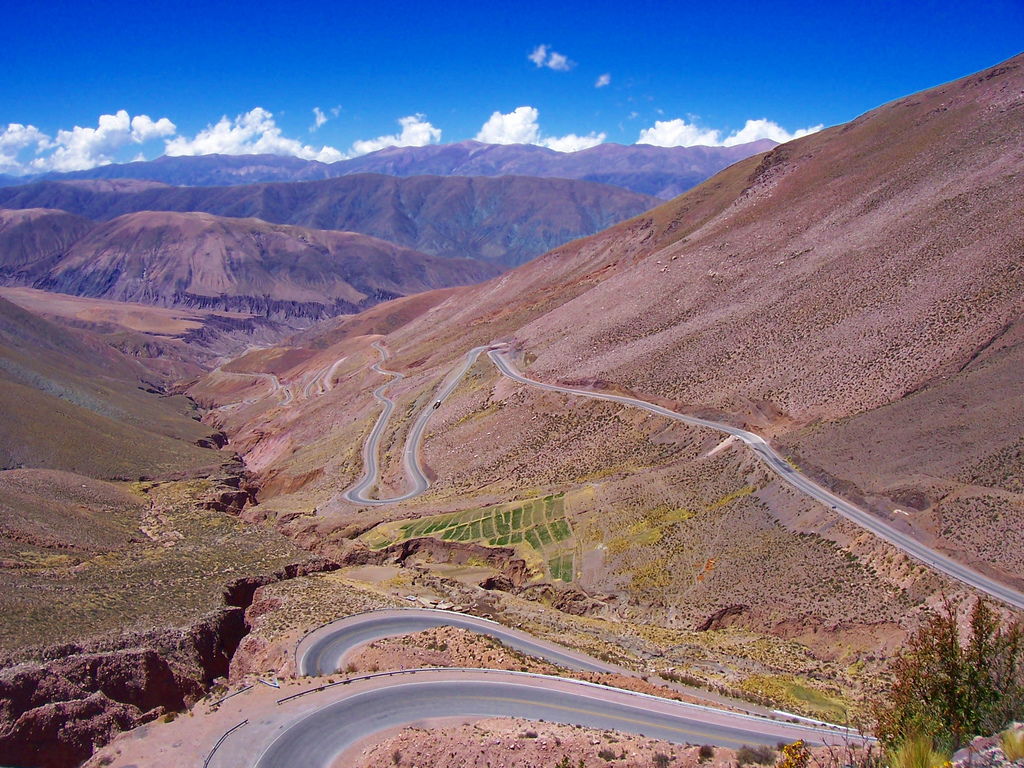
La route nationale 52 dans la Côte de Lipán, à la sortie de la Quebrada de Humahuaca. Cette route revêt une importance capitale dans le cadre du projet de l'"Axe du Capricorne" (Eje de Capricornio) patronné par l'IIRSA.

Depuis août 2000, date de création de l'Initiative d'intégration de l'infrastructure de la région sud-américaine (IIRSA), les pays d'Amérique du Sud ont de grands projets de travaux d'infrastructure routière et de communication à réaliser ou déjà réalisés, devant permettre de se relier entre eux, et de stimuler ainsi leurs économies, mais aussi de relier les deux grandes rives atlantique et pacifique pour stimuler et faciliter le commerce international (vers l'Asie surtout) .
Parmi ces projets, celui dénommé "Axe du Capricorne" (Eje de Capricornio) patronné par l'IIRSA, doit permettre de relier le sud industrialisé du Brésil avec les ports du nord chilien d'Antofagasta et de Mejillones, en traversant les Andes au niveau des provinces argentines de Salta et de Jujuy. De gros investissements sont prévus en Argentine dans ces deux provinces - sans encore avoir été programmés faute de budget-, et également dans celles du Chaco et de Formosa vers le Paraguay et le Brésil .
En ce qui concerne le Jujuy, une première étape a été inaugurée par les présidents Kirschner d'Argentine et Lagos du Chili en 2005. C'est la construction de la route nationale 52, route ultramoderne entre San Salvador de Jujuy et Antofagasta sur l'Océan Pacifique, franchissant les Andes au Paso de Jama à plus 4 200 m d'altitude et empruntable toute l'année (pas d'enneigement). Cette route doit servir à bien des camions pour le transport depuis et vers l'Asie et surtout la Chine dont le commerce avec les pays du Mercosur a littéralement explosé au début du XXIe siècle .
Un grand axe a ainsi été ouvert qui relie les grandes villes du sud-est de l'Amérique du Sud (Brésil, Uruguay, Argentine) avec le nord du Chili et au-delà jusqu'en Chine. En Argentine, depuis la frontière brésilienne, cet axe routier comprend d'est en ouest, la route nationale 12, la route nationale 16, une section des nationale 34 et nationale 9 puis la route nationale 52 .
D'autres travaux vont suivre. Il s'agit notamment de la modernisation de la voie ferrée "General Manuel Belgrano" qui relie la Bolivie à la capitale de la province de Jujuy, et de la portion provinciale de la voie Jujuy-Formosa (vers le Paraguay) .

### Commerce Chine-Brésil
D'après le World Factbook de la CIA, en 2017, le montant des exportations brésiliennes était de 217,2 milliards de dollars US, dont 21,8% vers la Chine, 12,5% vers les États-Unis et 8,1% vers l'Argentine.
Le montant des importations brésiliennes, cette même année 2017, serait quant à lui de 153,2 milliards de $, dont 18,1% depuis la Chine, 16,7% depuis les États-Unis et 6,3% venus d'Argentine. Le commerce sino-brésilien (et d'ailleurs sino-argentin) englobe des quantités énormes et en plus s'accroît continuellement, promettant un bel avenir au trafic routier sud-américain, dont la province de Jujuy est une des plus importantes plaques tournantes.

## Patrimoine

### Patrimoine naturel
Parmi les attractions touristiques de la province se trouve la Quebrada de Humahuaca, qui se distingue par la somptuosité de ses paysages et par son riche patrimoine culturel. Il est aussi recommandé de parcourir la zone des Yungas et de la Puna, avec des paysages qui vont de la forêt exubérante à des territoires désertiques.
Soulignons entre autres :
- dans les yungas se trouve le Parc national Calilegua.
- toujours dans les yungas, la Réserve de biosphère des Yungas (es) qui s'étend sur 13 500 km2.
- dans la région de la puna, la Réserve Naturelle Nationale Laguna de los Pozuelos se visite. Elle est accessible depuis la ville d'Abra Pampa, par la route provinciale no 7, après un parcours de 50 kilomètres.
- toujours dans la puna, se trouve la Réserve Provinciale de la Laguna de Guayatayoc.
- la Quebrada de Humahuaca fut déclarée en 2003 « Patrimoine Naturel et Culturel de l'Humanité » par l'UNESCO.
- Purmamarca au pied de la montagne aux sept couleurs.
- le site des Lagunas de Vilama, ensemble de pièces d'eau de la puna (près de la frontière bolivienne) déclarées site Ramsar en 2000. C'est une vaste zone assez humide située en région frontière avec la Bolivie, située à une altitude de 4 493 mètres. Elle occupe le fond d'une dépression endoréique, dans la région de la Puna. Son bassin est constitué de nombreux torrents qui parfois ont leurs sources de l'autre côté de la frontière, dans le département de Potosí, situé au sud-ouest de la Bolivie[26]. Tout le secteur bolivien du bassin se trouve dans la zone de la réserve nationale de faune andine Eduardo Avaroa[27]. La dépression dans laquelle se nichent les lagunes serait en fait une ancienne caldera volcanique, la caldera Vilama.
- un majestueux salar ou désert de sel, les Salinas Grandes de Jujuy.
- La laguna de Guayatayoc.
- la Serranía de Hornocal. Chaîne de montagnes située à 25 km de Humahuaca. Elle fait partie de la formation calcaire Yacoraite (connue comme site fossilifère) qui s'étend de la province de Salta jusqu'au Pérou, longeant au passage le canyon Quebrada de Humahuaca
- Abra Pampa, petit centre touristique dans la Puna andine. La ville est le point de départ pour des excursions en direction de la Laguna de los Pozuelos, de la réserve provinciale de la Laguna de Guayatayoc, ainsi que des Lagunas de Vilama.

### Patrimoine culturel
- Une visite de la ville de San Salvador de Jujuy s'impose, avec ses trésors architecturaux datant souvent d'il y a plusieurs siècles ainsi que de sa cathédrale datant des années 1761-1765. Celle-ci recèle un véritable trésor d’œuvres d’art, dont certains chefs-d’œuvre. Parmi eux il faut citer la sculpture du Christ Gisant - du sculpteur espagnol Juan Martínez Montañés, une des mieux réussies du pays -, l'ostensoir fait d’argent, d’émeraudes et d’or, chef-d’œuvre aux très fins détails. Les confessionnaux d’époque en bois sont admirables et fort bien conservés. Se trouve aussi dans la cathédrale une belle collection de cadres de l’école de Cuzco, ainsi que la superbe chaire de vérité de fort grande valeur, qui aurait été sculptée par les Indiens. Les représentations quelque peu naïves et primitives des personnages sont typiques du travail des artisans indigènes. Il est fait de bois de ñandubay et de cèdre, et a conservé toute sa splendeur d'origine.

La ville possède bien d'autres centres d'intérêt. La Casa de Gobierno est un bel édifice intéressant combinant des éléments coloniaux espagnols et néoclassiques avec des influences françaises de la Belle Époque. Le Théâtre Mitre, de style italien, construit en 1901, fut l'un des premiers du pays. Notons encore la Chapelle Santa Bárbara, l'église San Francisco, la vieille gare ferroviaire Belgrano, l'Hospital San Roque, le Museo de Ciencias Naturales Carlos Darwin et le Museo Histórico Provincial Lavalle.
- Parmi les villes moins importantes, citons le petit joyau que constitue Purmamarca et son église dédiée à Santa Rosa de Lima, classée Monument historique national.
- Le Pucará de Tilcara.
- L'antique petite ville de Yavi, dans la Puna, à plus de 3 500 mètres d'altitude. La ville est un ancien relais sur le trajet du Camino Real ou Route Royale espagnole, qui reliait le grand centre minier de Potosí actuellement en Bolivie, et le port colonial de Buenos Aires. Elle ne comptait que 271 habitants en 2010, mais possède un sérieux patrimoine historique.
- La localité de Humahuaca a désormais une renommée touristique bien méritée.

- La petite ville de Tilcara.
- La ville de Tumbaya, son église du XVIIIe et son architecture coloniale.
- Purmamarca
- Susques, capitale de la Puna jujéenne.
- San Francisco de Alfarcito (es) (ou simplement Alfarcito), petite localité ul département de Cochinoca. Elle se trouve à 170 km de San Salvador de Jujuy et à 96 km d'Abra Pampa, à 7 km de la Laguna de Guayatayoc.
- La Posta de Hornillos (es), poste de l'époque coloniale, en pleine Quebrada de Humahuaca. Devenue musée historique depuis 1979. Construite en 1772, elle fut, à l'époque de la Vice-royauté du Río de la Plata, un passage obligé pour les voyageurs allant de Potosí (en Bolivie actuelle) à Buenos Aires.